# Fermi (cratère)
Fermi est un très grand cratère lunaire situé sur la face cachée de la Lune.
Les cratères Diderot et Babakin sont situés à l'intérieur de l'immense cratère Fermi près du petit cratère Xenophon (en) qui se situe juste au sud. Le bord du cratère Fermi est touché au sud-est par le grand cratère Tsiolkovskiy de taille identique. Au nord-ouest, c'est le cratère Delporte qui coupe le bord nord-ouest de Fermi. 
C'est l'engin spatial russe Luna 3 qui a été le premier à photographier le cratère Fermi et l'ensemble de la face cachée de la Lune en 1959.
En 1970, l'Union astronomique internationale a donné le nom du physicien italien Enrico Fermi à ce cratère.